# 马家寨镇
马家寨镇，是中华人民共和国辽宁省铁岭市开原市下辖的一个乡镇级行政单位。原为马家寨乡，2012年撤乡设镇。

## 行政区划
马家寨镇下辖以下地区：
马家寨村、大台村、南腰堡村、双台岭村、大红石村、陈家屯村、金家寨村和杏花村。